# 640 a.C.

## Eventos
- 35a olimpíada: Esfero da Lacônia venceu o estádio e Cílon de Atenas venceu a corrida dupla; Cilon, mais tarde, tentou se tornar tirano de Atenas.[1]
- Damásias, arconte de Atenas.[2]
- Josias, décimo-oitavo rei de Judá. Ele era muito piedoso, e reinou por 31 anos.[3]
- Anco Márcio, rei de Roma. Ele reinou por 24 anos.[3]

## Nascimentos
- Solon. Viveu 80 anos.[3][Nota 1]
- Tales, o filósofo.[3][4]

## Mortes
- Túlio Hostílio, rei de Roma, destruído, com sua família, por fogo vindo do céu. Segundo Dufresnoy, provavelmente eles foram assassinados por seu sucessor, Anco Márcio.[3]